# Néos Voutzás (Attique)
Néos Voutzás (grec moderne : Νέος Βουτζάς) est une localité située dans le dème de Marathon, dans le district régional d'Attique de l'Est, dans la periphérie d'Attique, en Grèce.
Selon le recensement de 2011, elle compte 1 116 habitants.